# Krzyż Wojenny (Belgia)
Krzyż Wojenny (fr. Croix de Guerre, nl. Oorlogskruis, niem. Kriegskreuz) – odznaczenie wojenne Królestwa Belgii.

## I wojna światowa
Pierwszy belgijski Krzyż Wojenny ustanowiono 25 października 1915 (wzorowano się na Krzyżu francuskim). Był nadawany za akty odwagi, a także:
- personelowi wojskowemu za, co najmniej, 3 lata służby frontowej,
- za wzorową służbę,
- ochotnikom w wieku poniżej 16 lat za, co najmniej, 18 miesięcy służby w jednostce bojowej,
- ochotnikom w wieku powyżej 40 lat za, co najmniej, 18 miesięcy służby w jednostce bojowej,
- żołnierzom, którym udało się uciec z niewoli i powrócili do służby wojskowej,
- żołnierzom, którzy zostali inwalidami na skutek ran odniesionych na wojnie.

Krzyż mogli otrzymywać również cudzoziemcy.
Za dalsze akty odwagi, kawalerowie Krzyża otrzymywali dodatkowe wyróżnienia – za bycie wymienionym w Rozkazie Dnia otrzymywano następujące okucia przypinane do wstążki:
- medalik z brązowym lwem – za pojedynczą wzmiankę;
- medalik ze srebrnym lwem – za pięć brązowych lwów;
- medalik ze złotym lwem – za pięć srebrnych lwów;
- brązowa palma z monogramem „A” – za pojedynczą wzmiankę z rozkazie armii;
- srebrna palma z monogramem „A” – za pięć brązowych;
- złota palma z monogramem „A” – za pięć srebrnych.

Oznaka odznaczenia to wykonany w brązie krzyż maltański z mieczami między ramionami. W medalionie środkowym na  awersie znajduje się lew z godła państwowego Belgii, a na rewersie: litera „A” – monogram króla Alberta.
Krzyż noszony jest na piersi na czerwonej wstążce z pięcioma zielonymi paskami (dwa bliżej krawędzi, trzy pozostałe razem, bliżej środka). Zawieszką jest korona królewska.

## II wojna światowa
Drugi belgijski Krzyż Wojenny został ustanowiony 20 lipca 1941 roku w imieniu internowanego przez Niemców króla Belgów Leopolda III przez Rząd Belgijski na Wygnaniu w Londynie i było nadawane wojskowym belgijskich sił zbrojnych wszelkich rodzajów broni za osobistą odwagę w obliczu wroga. Otrzymać je mogli także cudzoziemcy i w wyjątkowych wypadkach jednostki wojskowe. Jednym z pierwszych odznaczonych był następca tronu (późniejszy król) Baudouin (Boudewijn), który otrzymał Srebrną Palmę do krzyża.
Za dalsze akty odwagi, kawalerowie Krzyża otrzymywali dodatkowe wyróżnienia – za bycie wymienionym w Rozkazie Dnia otrzymywano następujące okucia przypinane do wstążki:
- medalik z brązowym lwem – za pojedynczą wzmiankę;
- medalik ze srebrnym lwem – za pięć brązowych lwów;
- medalik ze złotym lwem – za pięć srebrnych lwów;
- brązowa palma z monogramem „L” – za pojedynczą wzmiankę z rozkazie armii;
- srebrna palma z monogramem „L” – za pięć brązowych;
- złota palma z monogramem „L” – za pięć srebrnych.

Oznaka odznaczenia to wykonany w brązie krzyż maltański z mieczami między ramionami. W medalionie środkowym na  awersie znajduje się lew z godła państwowego Belgii, a na rewersie: litera „L” – monogram króla Leopolda.
Krzyż noszony jest na piersi na czerwonej wstążce z trzema obustronnymi zielonymi paskami. Zawieszką jest korona królewska.

## Od roku 1954
3 kwietnia 1954 ustanowiono nowy Croix de Guerre – odznaczenie „na użytek przyszłych wojen”.
Oznaka odznaczenia to wykonany w brązie krzyż maltański z mieczami między ramionami. W medalionie środkowym na  awersie znajduje się herb rodowy dynastii Sachsen-Coburg-Gotha w swej belgijskiej odmianie, a na rewersie: lew z godła państwowego Belgii.
Wstążka odznaczenia jest zielona z trzema obustronnymi czerwonymi paskami (u poprzednika: odwrotnie). Zawieszką jest korona królewska.
Nie wiadomo, czy krzyż został komukolwiek nadany.